# Sommer-Deaflympics 2005/Badminton
Bei den Sommer-Deaflympics 2005 in Melbourne wurden vom 6. bis zum 15. Januar 2005 sechs Wettbewerbe im Badminton ausgetragen. Vom 6. bis zum 9. Januar wurde der Teamwettbewerb ausgetragen, nach einem Ruhetag dann ab 11. Januar die Einzelwettbewerbe.

## Medaillengewinner
| Disziplin    | Gold                                                                                             | Silber | Bronze |
| ------------ | ------------------------------------------------------------------------------------------------ | --- | --- |
| Herreneinzel | Rajeev Bagga                                                                                     | Nattachai Unsomsri | Rohit Bhaker |
| Dameneinzel  | Kristina Dovidaitytė                                                                             | Jeong Seon-hwa | Park Hae-yeon |
| Herrendoppel | Rajeev Bagga Sandeep Singh Dhillon                                                               | Lee Jong-bong Sin Hyun-woo | Artemy Karpov Mikhail Efremov |
| Damendoppel  | Mari Ishii Mika Hiwatari                                                                         | Jeong Seon-hwa Park Hae-yeon                                                                                                   | Jevgenija Novik Kristina Dovidaitytė |
| Mixed        | Sin Hyun-woo Jeong Seon-hwa                                                                      | Tomas Dovydaitis Kristina Dovidaitytė                                                                                          | Artemy Karpov Alena Pavlova |
| Mannschaft   | Südkorea (Bak Eun-jeong, Lee Jong-bong, Sin Hyun-woo, Jeong Seon-hwa, Park Hae-yeon, Woo Ji-soo) | Deutschland (Helga Diesslin, Saskia Fischer, Rainer Martin Gebauer, Elke Gerstner, Svenja Klopp, Michael Thomas, Oliver Witte) | Indien (Rajeev Bagga, Sandeep Singh Dhillon, Payel Ghosh, Rajinishree Prem Thota, Ranjini Ramanujam, Rohit Bhaker, Gaurav Muchhal, Joyashree Sarkar) |